# Argyripnus hulleyi
Argyripnus hulleyi és una espècie de peix pertanyent a la família dels esternoptíquids.

## Descripció
- Fa 7,3 cm de llargària màxima.[4]

## Hàbitat
És un peix marí, d'aigües fondes i bentopelàgic.

## Distribució geogràfica
Es troba a l'Índic occidental: l'illa de la Reunió.

## Observacions
És inofensiu per als humans.